# Aletschwald

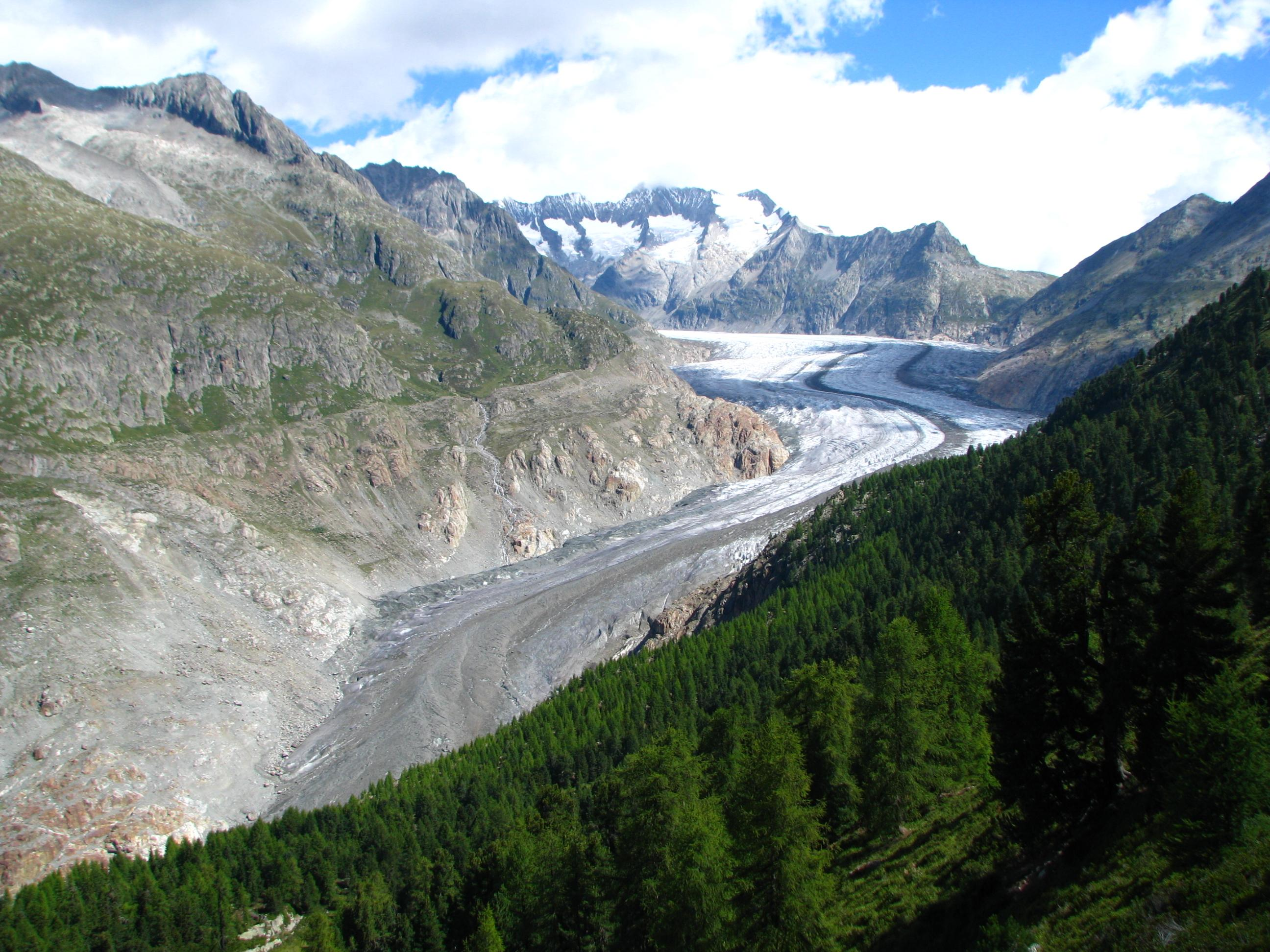
Aletschwald und Aletschgletscher

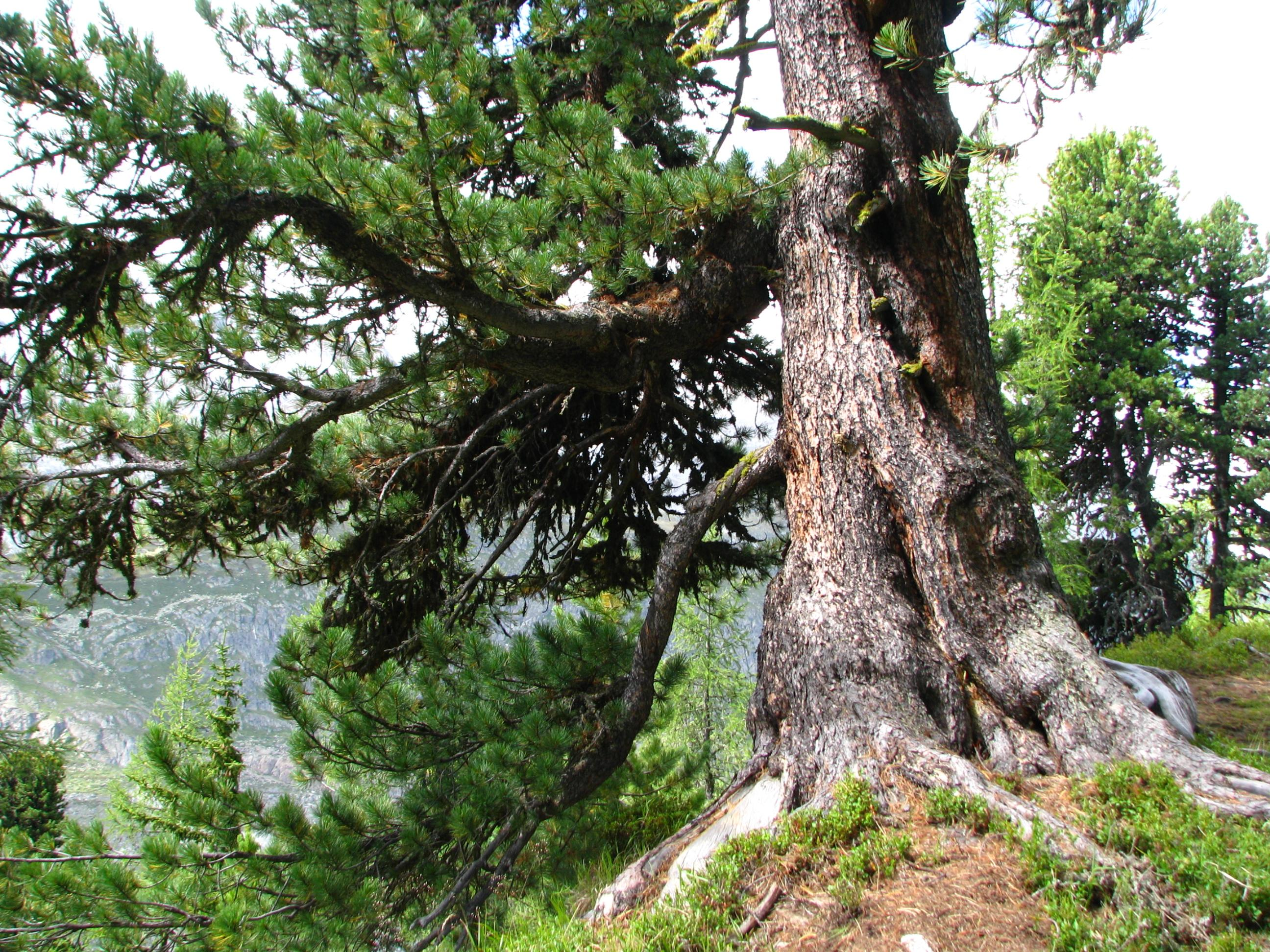
Alte Arve im Aletschwald bei Brig

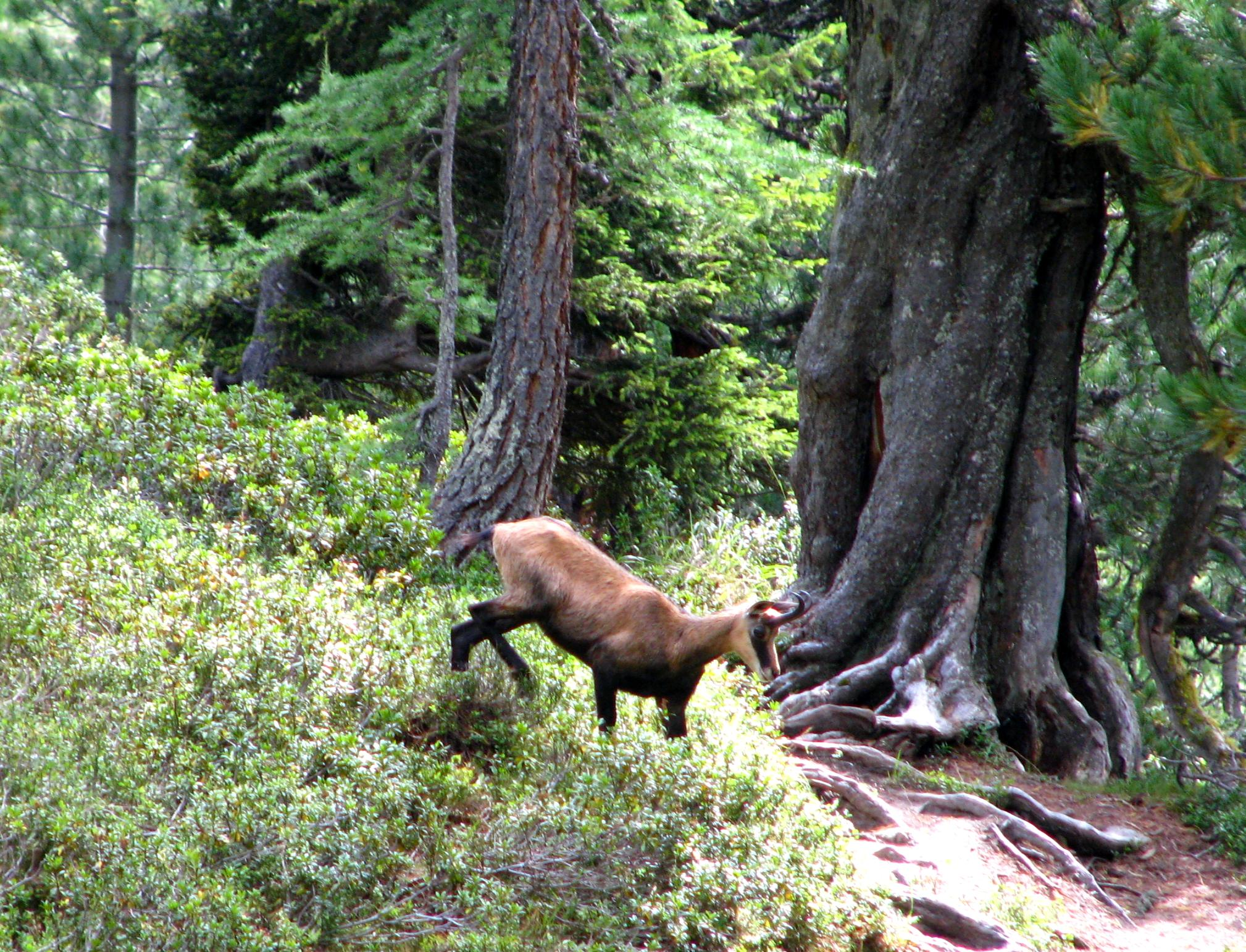
Gämse im Aletschwald

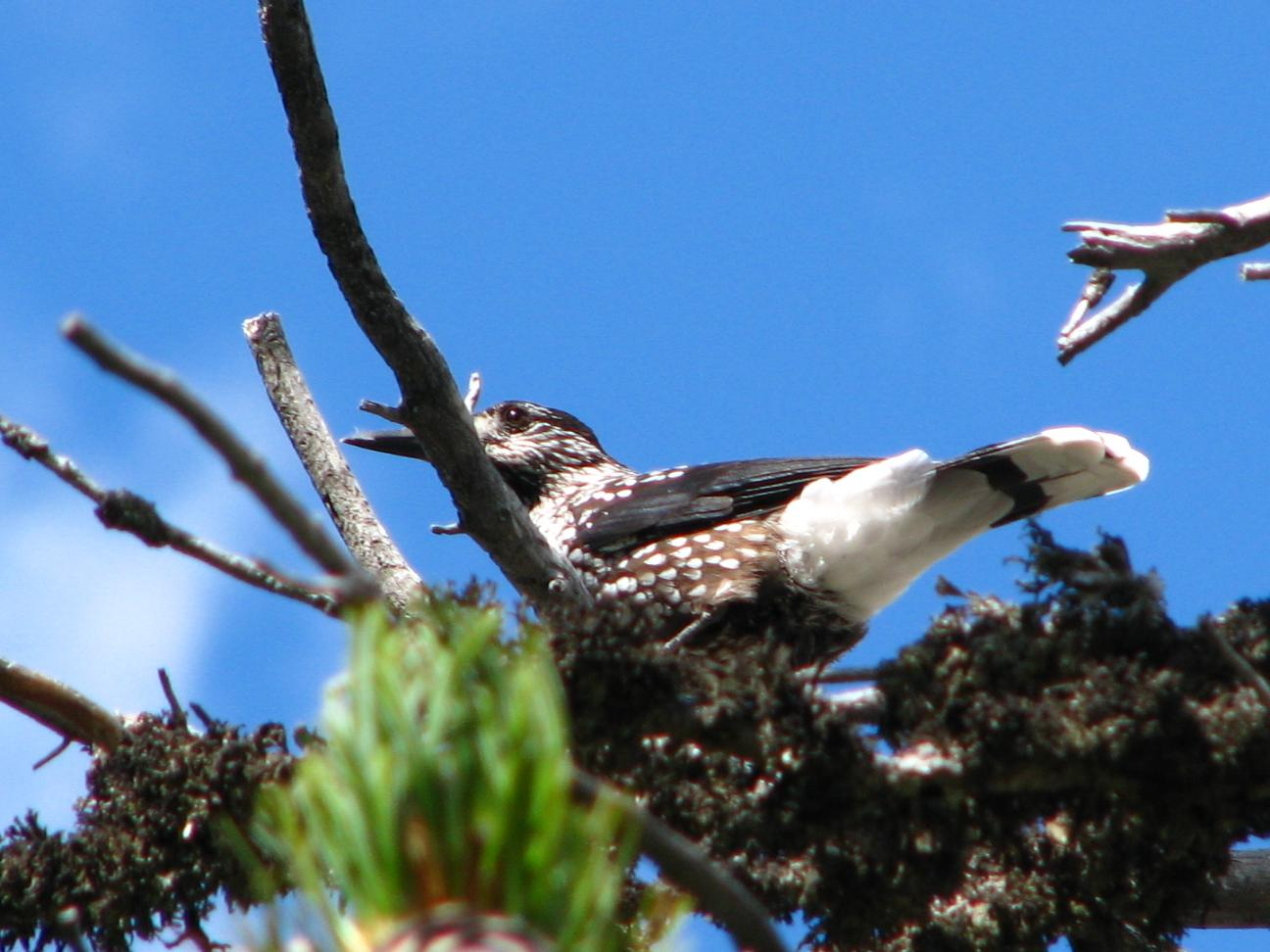
Tannenhäher auf einer Arve im Aletschwald

Der Aletschwald ist ein oberhalb des unteren Aletschgletschers gelegener alter Arven-Lärchenwald. Er wurde seit seiner Unterschutzstellung im Jahre 1933 nicht mehr forstlich genutzt und weist daher urwaldartige Züge auf.

## Lage
Er liegt im Schweizer Kanton Wallis auf dem Gemeindegebiet von Riederalp im Bereich oberhalb der Zunge des Aletschgletschers und befindet sich am nördlichen und nordwestlichen Hang von Moosfluh und Hohfluh in der subalpinen Höhenzone zwischen 1600 und 2200 m ü. M.

## Flora
In seinem oberen Teil besteht der Aletschwald aus locker stehenden Arven und Lärchen. Er ist durchsetzt mit alpinen Zwergsträuchern wie Alpenrosen, Erika und Heidelbeere. Mancherorts sind auch Hochmoore zu finden. Im unteren, westlichen Bereich mit dichterem Wald gesellen sich Fichten dazu.

## Fauna
Charakteristische, im Aletschwald vorkommende Tierarten sind Gämse, Murmeltier, Birkhuhn und Tannenhäher. Die Tannenhäher ernähren sich hauptsächlich von den Zirbennüssen und sorgen für ihre Verbreitung. Von Rothirschen wird der Aletschwald nur im Sommer durchstreift.

## Bedeutung
Einzigartig am Aletschwald sind die verschiedenen Stadien der Neubesiedlung der vom Gletscher freigegebenen Seitenmoränen durch die Pflanzen. So kann man auf kurzer Distanz alle Stadien der subalpinen Pflanzensukzession von den ersten Moospolstern und Steinbrechgewächsen bis hin zu den etablierten, uralten Arvenbäumen beobachten.

## Unterschutzstellung
Der Aletschwald wurde 1933 auf einer Fläche von etwa 400 ha unter Schutz gestellt und ist gut erforscht. Er zählt zum Bundesinventar der Landschaften und Naturdenkmäler der Schweiz und ist Teil eines Jagdbanngebietes. Seit Dezember 2001 gehört er zusammen mit dem Grossen Aletschgletscher zum UNESCO-Weltnaturerbe Jungfrau-Aletsch-Bietschhorn.

## Tourismus
Der Wald kann zu Fuß aus erreicht und auf mehreren Wanderwegen erwandert werden. Die Wanderwege durch das Schutzgebiet sind an das öffentliche Wanderwegenetz angeschlossen. Eine 2008 eingeweihte Hängebrücke über die Schlucht der Massa ermöglicht, ausgehend vom Aletschwald, sogar die Talquerung nach Belalp.
Das seit 1976 in der Villa Cassel auf der Riederfurka oberhalb des Waldes bestehende Naturschutzzentrum Pro Natura Zentrum Aletsch der Pro Natura (vormals Schweizerischer Bund für Naturschutz SBN) informiert von Mitte Juni bis Mitte Oktober auf mehreren Stockwerken mit einer multimedial gestalteten Ausstellung umfassend über den Aletschwald. Der Villa Cassel ist auch ein über 300 Arten umfassender Alpengarten angeschlossen, der zur Blütezeit Einblicke in die Flora des Aletschgebietes ermöglicht.
Koordinaten: 46° 23′ 12″ N, 8° 1′ 7″ O; CH1903: 644614 / 137420